# Guerra Tibete–Ladaque–Mogol
A Guerra Tibete–Ladaque–Mogol foi um conflito militar ocorrido entre 1679 e 1684 entre o Tibete e o Reino do Ladaque, em que partiparam ao lado deste tropas do Império Mogol.
No final do século XVII, o Ladaque apoiou o Butão na disputa que este país tinha com o Tibete, o que enfureceu o líder tibetano, o 5.º Dalai Lama, a quem também desagradava a perseguição que sofriam no Ladaque os mosteiros da seita Gelug, que ele próprio dirigia (a seita preferida da família real ladaque era então a Drukpa Kagyu).
Em 1679, o Dalai lama nomeou o lama do Mosteiro de Tashilhunpo, o alto-mongol Galdan Chhewang como comandante de uma expedição militar composta por tibetanos e mongóis ao Ladaque. A primeira campanha de Galdan Chhewang terminou com a derrota em Khan-dMar. do exército ladaque, comandado por Sakya rGya-mTsho. No ano seguinte, os ladaques foram novamente derrotados e ocuparam todo o país à exceção da capital Basgo, que resistiu aos invasores durante três anos.
O impasse foi quebrado quando os mogóis entraram na guerra ao lado dos ladaques, a pedido de ajuda do rei Deldan Namgyal. Os mogóis muçulmanos tinham incluído o Ladaque na sua esfera de influência alguns anos antes e, segundo os historiadores caxemires, o rei Deldan ter-se-ia convertido ao islão como contrapartida da aliança com o imperador mogol Aurangzeb, mas as Crónicas do Ladaque, uma das principais fontes sobre a história do Ladaque, não mencionam tal facto. O rei aceitou pagar tributo aos mogóis em troca de ajuda.
Em 1684 os tibetanos atacaram novamente, com reforços de Galdã Boxutu Cã, cã mongol do Canato da Zungária, tendo obtido uma vitória, mas no mesmo ano o Tratado de Tingmosgang pôs fim à guerra e as tropas invasoras retiraram para Lassa em dezembro de 1684.

Nos termos do Tratado de Tingmosgang, o Ladaque manteve a sua independência, mas com muitas restrições. A fronteira foi fixada no rio Lhari, perto de Demchok, no que é ainda hoje (2016) a extremidade sudeste do Ladaque, e o comércio e missões de tributo foram regulamentadas pelo tratado.